# Máfia do Lixo de Maceió
A Máfia do Lixo de Maceió foi um esquema de favorecimento a empresas de coleta do lixo ocorrida durante a gestão de Cícero Almeida à frente da prefeitura de Maceió entre 2005 e 2012, investigada pelo Ministério Público e que gerou a Ação Penal nº 956/2015.

## O esquema
O Ministério Público do Estado de Alagoas entrou com a ação civil pública em novembro de 2010 contra o então prefeito de Maceió Cícero Almeida e mais 15 pessoas por ato de improbidade administrativa devido a irregularidades em contratos de limpeza urbana. O esquema foi denunciado em 2005 pelo então vereador Marcos Alves, falecido em 2011. O prejuízo aos cofres públicos foi estimado em R$ 200 milhões. Investigações realizadas pelo Ministério Público Estadual nos anos de 2005 e 2006 concluíram que, ao invés de realizar licitação para contratação da empresa encarregada da coleta de lixo na cidade, a prefeitura forjou a renúncia da Construtora Marquise S/A ao contrato vigente e fabricou uma emergência para justificar a celebração de contrato com a Viva Ambiental e Serviços Ltda. A Marquise havia sido contratada em 2000 mediante licitação, mas em março de 2005 alegou dificuldades no recebimento dos pagamentos quinzenais pelos serviços prestados, reclamou dos valores e manifestou seu desejo de não mais continuar prestando serviços. Faltando três meses para o término do contrato, que expiraria em julho, o então prefeito não só autorizou o pagamento do que era devido à empresa, mas também reajustou os valores  e o fez retroativamente a janeiro daquele ano, e aceitou a “renúncia”.
Ocorre que, pela legislação vigente, a empresa não poderia ter renunciado. Trata-se de prerrogativa da administração pública, o que foi ignorado pelo gestor. Almeida teria ignorado, igualmente, um parecer da Procuradoria-Geral do Município que orientava a escolher entre o reajuste de valores pretendido pela Marquise ou a rescisão do contrato "por mútuo consenso". A prefeitura adotou os dois, ao mesmo tempo em que determinou a contratação, em caráter emergencial, sem licitação, de outra empresa. Tal contratação chamou a atenção dada a celeridade com que foi feita. No dia 15 de abril de 2005, uma sexta-feira, foi aberto processo para contratação desta nova empresa. Na segunda-feira seguinte, 18 de abril, Almeida recebeu da Superintendência de Limpeza Urbana de Maceió a relação de quatro empresas para substituir a Marquise. Na terça todas apresentaram planilhas de custo detalhadas. No dia 20 de abril, a Viva Ambiental foi comunicada que a sua proposta fora a vencedora por ter sido a de menor preço. Nove dias depois o contrato foi assinado.
Contratada emergencialmente para um período de seis meses pelo valor de R$ 8.740.213,92, a Viva Ambiental já havia recebido em quatro meses de atuação, entre maio e agosto, R$ 7.306.171,02. Em setembro, Almeida autorizou um acréscimo de mais R$ 2.183.297,45 e o valor global do contrato se elevou para R$ 10.923.511,37. Em novembro de 2005, um novo contrato, também em caráter emergencial, portanto com dispensa de licitação, foi firmado pela prefeitura com a Viva Ambiental. Mesma prestação de serviços, mesma duração, mas com valor global de R$ 15.055.178, quase o dobro do valor do primeiro contrato. Ou seja, ao invés de haver providenciado a licitação para contratação de empresa para coleta do lixo, Almeida optou por celebrar novo contrato com a Viva. Pela legislação vigente não cabe prorrogação em se tratando de contratação emergencial; deve o gestor durante os 6 meses da situação de excepcionalidade providenciar a realização de concorrência pública, o que não foi feito.
Os desvios envolviam, também, a pesagem do lixo, já que o material era pago por quilo, mensalmente. Segundo o MP, o técnico atestava que a balança estava quebrada e o lixo era pesado nas empresas.
O Ministério Público também incluiu no rol de denunciados pelo esquema a Marquise, suspeita de ter sido beneficiada com o reajuste retroativo de valores a despeito de, segundo a prefeitura, ter rompido o contrato, bem como a Viva Ambiental. Sobre esta, pesa também a acusação de se utilizar de uma empresa com a qual mantinha laços estreitos na época, inclusive mesmo endereço e mesmo gerente, para elaboração da cotação de preços apresentada ao município, a Trópicos Engenharia e Comércio Ltda. Foram denúnciados ainda João Vilela Santos Junior, à época superintendente da Superintendência de Limpeza Urbana de Maceió, Fernando Dacal Reis, então secretário de Finanças, e os servidores públicos Lucas Queiroz Abud e José Erivaldo Arraes.
Em Abril de 2016 os Ministros do Supremo Tribunal Federal negaram um pedido para suspender a ação. No recurso, a defesa de Cícero Almeida usou como justificativa o fato de que o Tribunal de Justiça do Estado de Alagoas recebeu a denúncia após o mandato dele como prefeito. No entanto, os ministros da 2ª Turma do STF entenderam que não há ilegalidade na ação e por isso negaram o pedido.

## Desmembramento do processo
Ainda no mês de Abril, O ministro Dias Toffoli decidiu pelo desmembramento do processo. O relator do caso entendeu que as dispensas de licitações realizadas por Cícero Almeida em favor da empresa Viva Ambiental devem ser julgadas pela Corte Superior. O ministro determinou o desmembramento da ação penal, sendo que Almeida será julgado pelo STF por ser o único entre os réus com foro privilegiado, por ser Deputado Federal. Determinou ainda o encaminhamento dos autos para o Tribunal de Justiça de Alagoas para o prosseguimento da ação penal em relação aos demais réus.
Almeida será julgado pelos crimes tipificados nos artigos 89 e 92 da Lei 8.666/93, arts. 319 e 359-D do Código Penal, além dos crimes de responsabilidade previstos nos incisos V e XI do art. 1º do Decreto-Lei n° 201 /67. O artigo 92 específica: "Admitir, possibilitar ou dar causa a qualquer modificação ou vantagem, inclusive prorrogação contratual, em favor do adjudicatário, durante a execução dos contratos celebrados com o Poder Público, sem autorização em lei, no ato convocatório da licitação ou nos respectivos instrumentos contratuais [...]".
A Lei 8.666/93, sendo desrespeitada, pode punir o infrator com detenção de dois a quatro anos e multa.
Após julgamento de 2017, com base nos altos, identificou se que a Construtora Marquise e os seus sócios foram indevidamente vinculados à “Máfia do Lixo de Maceió”, nome utilizado pelo Ministério Público do Estado de Alagoas nas investigações envolvendo contratos de limpeza urbana do Município de Maceió.
Os fatos e contratos discutidos nessa operação são objeto de 2 (duas) ações civis (área cível) e uma ação penal (área penal). Em uma das ações civis e na ação penal, a Construtora Marquise e seus acionistas foram incluídos pelo Ministério Público através de uma complementação às petições iniciais sem a indicação de fundamentos e sem individualização de quais seriam as condutas delitivas dos sócios da Marquise a justificar tal complementação. Na verdade, o Ministério Público é contraditório, pois afirma diversas vezes que a Marquise foi vítima, mas após isso complementa as denúncias incluindo referida empresa e seus sócios. Os acionistas foram sumariamente absolvidos na ação penal.
Os mesmos fatos e contratos discutidos na Ação Penal também são objeto de duas Ações Civis. Em uma delas, o Juiz excluiu os acionistas da empresa Marquise. A outra foi julgada totalmente improcedente por absoluta falta de provas sobre atos ímprobos teoricamente praticados pelos réus, dentre os quais a Construtora Marquise S/A e seus acionistas.

Em 2017,  as decisões proferidas nas Ações Civil Públicas foram julgadas e podem ser consultadas nos Processos 0078525-16.2010.8.02.0001 e código 1E5569B. (português) e 0043620-19.2009.8.02.0001 e código 2405C6D (português e inglês) do Ministério Publico do Estado de Alagoas.